# Betty Wright
Betty Wright, geboren als Bessie Regina Norris (Miami, 21 december 1953 – aldaar, 10 mei 2020), was een Amerikaanse soulzangeres.

## Jeugd
Betty Wright was de jongste van zeven kinderen van Rose Akins Braddy-Wright en haar tweede echtgenoot McArthur Norris.
Ze begon haar professionele carrière toen haar broers en zussen de gospelgroep The Echoes of Joy oprichtten. Wright droeg met haar zang bij aan het tweede album van de groep in 1956. Wright en haar broers en zussen traden samen op tot midden jaren 1960. In 1965, na de ontbinding van de groep, besloot Wright op 11-jarige leeftijd om haar muzikale stijl te veranderen van gospel naar r&b. Ze zong bij plaatselijke talentenjachten, totdat ze werd ontdekt door de eigenaar van een platenlabel uit Miami, die haar in 1966 een contract aanbood. Ze bracht de singles Thank You Baby en Paralyzed uit, die Wright plaatselijke bekendheid brachten in Miami.
In 1967 was de tiener verantwoordelijk voor het ontdekken van andere plaatselijke talenten als George en Gwen McCrae. Ze hielp hen aan een contract bij Alston Records, onderdeel van het TK opname- en distributiebedrijf van Henry Stone. Haar eerste album My First Time Around werd uitgebracht toen ze 14 jaar was. Haar eerste single was Girls Can't Do What Guys Do van Judy White. Toen Wright nog op school zat in 1970, bracht ze op 16-jarige leeftijd Pure Love uit.

## Carrière

### De jaren 1970
Op 17-jarige leeftijd bracht Wright haar herkenningsmelodie Clean Up Woman uit, geschreven door Clarence Reid en Willie Clarke. De song plaatste zich in de r&b-hitlijst op de 2e plaats en handhaafde zich daar acht weken. In de Billboard Hot 100 plaatste de song zich op de 6e plaats en bleef daar 14 weken. Uiteindelijk werden er meer dan een miljoen exemplaren van verkocht, goed voor goud op 30 december 1971, negen dagen na haar 18e verjaardag. Wright worstelde tot 1972 met een succesvol vervolg toen de single Baby Sitter (een van Wrights eerste composities) de top 50 bereikte van de Billboard Hot 100 met een 6e plaats in de r&b-hitlijst. Een andere hit die verscheen tijdens deze vroege periode was Let Me Be Your Lovemaker (1973, #55 Hot 100; #10 r&b). Het was ook de eerste keer (na Baby Sitter) dat Wright haar krachtige fluittoon demonstreerde. Een andere succesvolle compositie was het vroege disconummer Where is the Love met de producenten Harry Wayne Casey en Richard Finch van K.C. & the Sunshine Band (#15 r&b-hitlijst; #2 dancehitlijst; #25 Britse hitlijst). Vanaf dat moment had ze overzeese optredens. Wright won later een Grammy Award voor de beste song voor Where Is the Love.
Een tweede bekende overzeese hit was het andere vroege disconummer Shoorah! Shoorah!, geschreven door Allen Toussaint. Beide songs verschenen op een van Wrights populairste albums Danger! High Voltage!, uitgebracht eind 1974. Het was dat album, dat Wrights meest succesvolle compositie bevatte met de bevallige soulballade Tonight Is the Night, die Wright toekende aan haar eerste seksuele ervaringen. De oorspronkelijke versie haalde de 28e plaats in de r&b-hitlijst. Vier jaar later bracht Wright een liveversie uit van de song. De vernieuwde versie, die een nu bekende monoloog en delen van Wrights hit Pure Love bevatte, bereikte de 11e plaats in de r&b-hitlijst in 1978.
In hetzelfde jaar ontdekte Wright ook de talenten van de muzikant Peter Brown en zong ze in de achtergrond van Browns hits You Should Do It en Dance With Me. In 1978 trad ze op in een duet met shockrocker Alice Cooper met de song No Tricks en een jaar later opende ze het concert van Bob Marley van zijn reggae-Survival Tour.

### De jaren 1980 en 1990
Wrights andere albums van eind jaren 1970 waren minder succesvol en in 1981, toen ze in aanvaring kwam met TK, wisselde ze naar het grotere Epic Records, waar haar gelijknamige album werd uitgebracht. Het album werd bekend door de bescheiden hit What Are You Gonna Do With It, gecomponeerd door Stevie Wonder. In hetzelfde jaar werkte ze mee met zang op het album Dimples van Richard 'Dimples' Fields, speciaal bij de hit She's Got Papers On Me. In 1983 bracht ze het album Wright Back at You uit, dat composities van Marlon Jackson van The Jackson 5 bevatte. In 1985 richtte Wright haar eigen label Miss B Records op en bracht het daaropvolgende jaar het album Sevens uit.
In 1988 maakte ze furore als de eerste Afro-Amerikaanse vrouw die een gouden album kreeg bij haar eigen label, toen haar album Mother Wit (1987) de certificatie kreeg. Het album was bekend door de terugkerende hits After the Pain en No Pain, No Gain, dat voor de eerste keer in een decennium de top 20 haalde van de r&b-hitlijst.
In 1990 had ze een hitduet met Grayson Hugh met de nieuwe versie van How 'Bout Us (1981) van Champaign en arrangeerde ze later de samenklank voor Coming Out of the Dark van Gloria Estefan, dat zich plaatste op nummer 1 in 1991. Ze ging verder met het uitbrengen van solomateriaal tijdens de jaren 1990. Haar album B-Attitudes (1994) bevatte een geremixt duet van Distant Lover van Marvin Gaye. Vanaf dan had ze verscheidene zelf-uitgebrachte opnamen, hoewel ze steeds met succes optrad als liveact.

### De jaren 2000

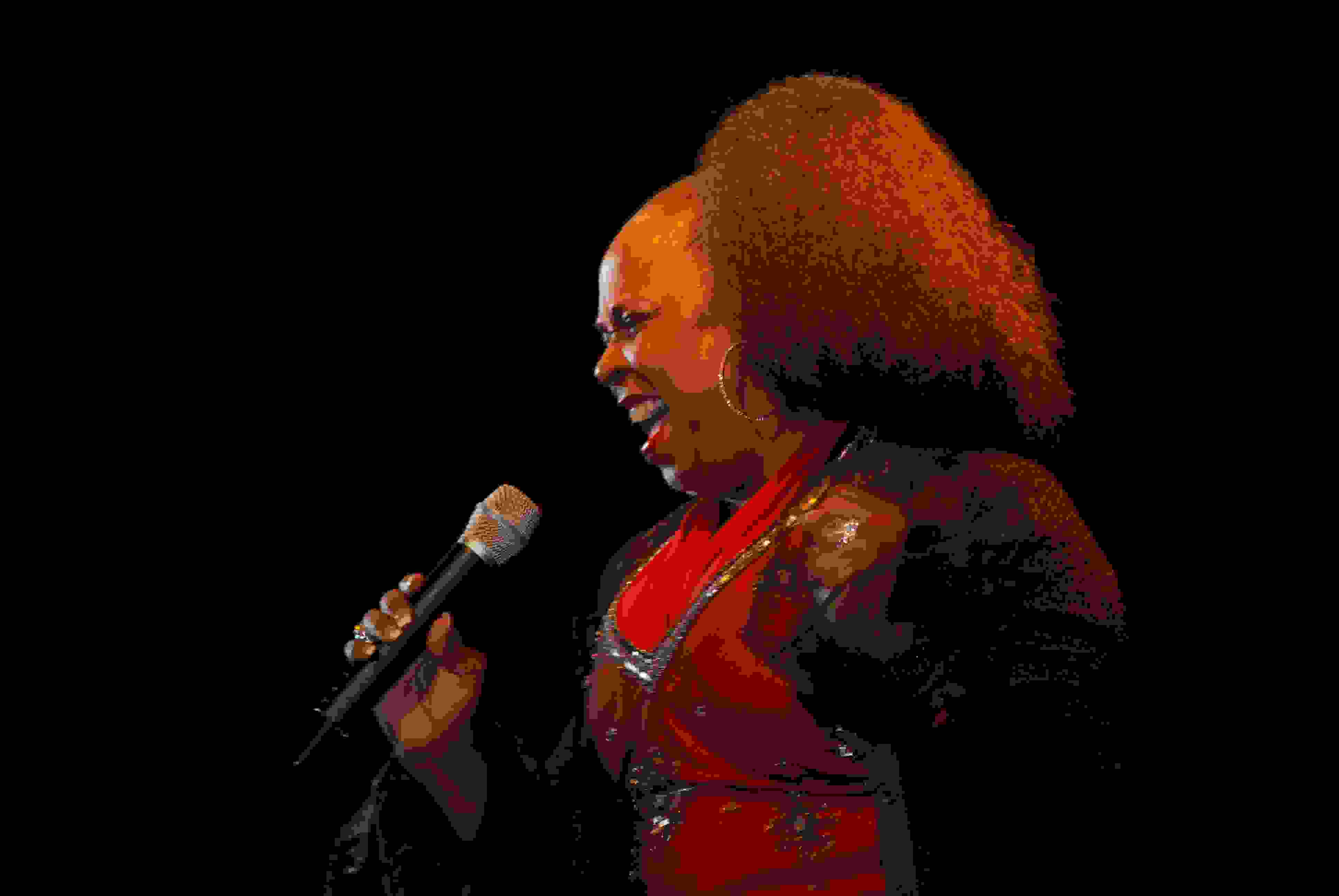
Wright in 2009

In 2001 werd het compilatiealbum The Very Best of Betty Wright uitgebracht, samen met Fit for a King, haar eerste studioalbum sinds meerdere jaren. In 2008 was Wright te horen op een nummer Playing with Fire van Lil Wayne, echter via een rechtszaak werd de song verwijderd van het online-album.
In 2006 trad ze op bij de tv-show Making the Band, aangesteld door Sean Combs als zangcoach voor de nieuwe meidengroep Danity Kane. Ze adviseerde jonge zangers en deed zangproducties voor artiesten als Gloria Estefan, Jennifer Lopez en Joss Stone. Naast producenten als Steve Greenberg en Michael Mangini werd Wright in 2005 genomineerd voor een Grammy Award in de categorie «Best Popalbum» voor de productie van het album Mind Body & Soul van Joss Stone.
Wright, Greenberg en Mangini produceerden ook de twee nummers The Hitter, een cover van Bruce Springsteen en More Than Memories, geschreven door Carla Thomas, op het album 24 Hours van Tom Jones. Het trio produceerde ook het debuutalbum van Diane Birch in 2009. In december 2010 kreeg Wright weer een nominatie voor de Grammy Award voor de song Go in de categorie «Best Traditional R&B Vocal Performance». In januari 2011 werd aangekondigd dat Wright haar eerste album zou uitbrengen na tien jaar. Het album Betty Wright: The Movie, werd toegeschreven aan Betty Wright & The Roots, geproduceerd door Wright en Ahmir 'Questlove' Thompson en werd uitgebracht in november 2011 bij Ms. B Records/S-Curve Records. Het album bevatte ook samenwerkingen met Joss Stone, Snoop Dogg, Lil Wayne en Lenny Williams. Het nummer Surrender van het album, werd in 2011 genomineerd voor een Grammy Award in de categorie «Best Traditional R&B Performance». Het nummer Grapes on a Vine van het album werd voor de eerste keer gezongen door de zangeres Lola op haar officiële site.
Op oudejaarsdag 2011 trad ze op bij BBC Two bij de Jools's Annual Hootenanny Show, gesteund door het Jools Holland Rhythm & Blue Orchestra. Ze vertolkte haar singles Clean Up Woman en Shoorah! Shoorah! naast In the Middle of the Game (Don't Change the Play) van Betty Wright: The Movie.
In 2019 trad ze op in Paradiso te Amsterdam.

## Persoonlijk
Wright was drie keer getrouwd en kreeg vijf kinderen, van wie één in 2005 op 21-jarige leeftijd werd doodgeschoten. Het nummer Dry Well werd aan hem opgedragen.
In mei 2020 overleed Wright op 66-jarige leeftijd, ze leed aan kanker.

## Samples
Veel van Wrights werken werden gesampled over de jaren door hiphop-, rock- en r&b-muzikanten. De riff van Clean Up Woman werd voortdurend gesampled door acts als Afrika Bambaataa, SWV, Mary J. Blige, Sublime en Chance the Rapper. Wrights eerste hit Girls Can't Do What Guys Do werd gesampled van Upgrade U van Beyonce. In 1992 liet Wright de producers achter I Wanna Seks You Up van Color Me Badd vervolgen, nadat deze eisten om de sample van haar live-versie te kunnen gebruiken zonder licentie en zonder toestemming en eisten ze licentiegelden. Wright won de rechtszaak en incasseerde 35% licentiegelden voor het schrijven van de song.

## Discografie

### Hitlijsten
| Single met eventuele hitnotering(en) in de Nederlandse Top 40 | Datum van verschijnen | Datum van binnenkomst | Hoogste positie | Aantal weken | Opmerkingen |
| ------------------------------------------------------------- | --------------------- | --------------------- | --------------- | ------------ | ----------- |
| Shoorah! Shoorah!                                             | 1974                  | 19-04-1975            | 20              | 6            |             |
| Tonight Is The Night                                          | 1974                  | 30-01-1993            | 37              | 3            |             |

### Singles
- 1967: Good Lovin'
- 1967: Mr. Lucky
- 1968: Girls Can't Do What the Guys Do
- 1968: He's Bad Bad Bad
- 1968: The Best Girls Don't Always Win
- 1969: After the Smoke Is Gone (met Steve Alaimo)
- 1969: Soldier Boy
- 1969: The Joy of Becoming a Woman
- 1970: I Found That Guy
- 1970: Pure Love
- 1971: Clean Up Woman
- 1971: I Love the Way You Love
- 1972: Baby Sitter
- 1972: If You Love Me Like You Say You Love Me
- 1972: I'm Gettin' Tired Baby (B-kant van If You Love Me Like You Say You Love Me)
- 1972: Is It You Girl
- 1973: It's Hard to Stop (Doing Something When It's Good to You)
- 1973: Let Me Be Your Lovemaker
- 1974: It's Bad for Me to See You (origineel: Yvonne Fair, 1972)
- 1974: Secretary
- 1974: Shoorah! Shoorah! / Tonight Is the Night (origineel (A-kant): Frankie Miller, 1974)
- 1975: Ooola La La
- 1975: Slip and Do It
- 1975: Where Is the Love? (Grammy (beste r&b-Song))
- 1976: Everybody Was Rockin'
- 1976: If I Ever Do Wrong
- 1976: Life
- 1977: Man of Mine
- 1977: You Can't See for Lookin'
- 1978: Dance with Me (Peter Brown feat. Betty Wright)
- 1978: No Tricks (Alice Cooper feat. Betty Wright)
- 1978: Tonight Is the Night (Parts 1 & 2, live)
- 1978: You Should Do It (Peter Brown feat. Betty Wright)
- 1979: Lovin' Is Really My Game (origineel: Brainstorm, 1977)
- 1979: My Love Is
- 1979: Thank You for the Many Things You've Done
- 1981: Goodbye You Hello Him
- 1981: What Are You Going to Do with It
- 1983: She's Older Now
- 1984: One Step Up, Two Steps Back
- 1986: Pain
- 1986: The Sun Don't Shine
- 1988: A Christmas to Remember
- 1988: After the Pain
- 1988: No Pain, No Gain
- 1989: From Pain to Joy
- 1989: Keep Love New
- 1989: Quiet Storm
- 1989: We Down
- 1990: Help Is on the Way
- 1990:	How 'Bout Us (met Grayson Hugh) soundtrack van de film True Love Origineel: Champaign, 1981
- 1992: It's Crucial
- 1994: Distant Lover
- 1994:	For Love Alone
- 1997: Every Breath You Take
- 2007:	Baby (Angie Stone feat. Betty Wright)
- 2013: In the Middle of the Game (Don't Change the Play)
- 2014: Clean Up Woman (Jim Sharp Edit)
- 2016:	Holy Key (DJ Khaled feat. Big Sean, Kendrick Lamar en Betty Wright)

### Albums
- 1968: My First Time Around (Atco)
- 1972:	I Love the Way You Love (Alston)
- 1973:	Hard to Stop (Alston)
- 1975: Danger High Voltage (Alston)
- 1976: Explosion (Alston)
- 1977: This Time It's Real (Alston)
- 1978:	Betty Wright Live (Alston)
- 1979:	Betty Travelin' in the Wright Circle (Alston)
- 1981:	Betty Wright (Epic Records)
- 1983:	Wright Back at You (Epic Records)
- 1987: Sevens (Fantasy)
- 1988:	Mother Wit (Ms. B)
- 1989:	4U2NJOY (Ms. B)
- 1990: Passion & ComPassion (Vision)
- 1992: All the Way Live (Permanent)
- 1993: B-Attitudes (Solar)
- 1995: Distant Lover (Ms. B)
- 1995: Hard Times Dance (Black Tiger)
- 2001: Fit for a King (Vision)
- 2011:	Betty Wright:The Movie (S-Curve / Ms. B) (met The Roots)

### Compilaties
- 1992: The Best of Betty Wright
- 1993: Greatest Hits
- 1994: The Best of Betty Wright: The TK Years
- 1999: Clean Up Woman and Other Hits
- 2000: The Very Best of Betty Wright
- 2002: The Essentials
- 2004: It's Hard to Stop
- 2007: The Platinum Collection

- Bibsys: 5046488
- Biblioteca Nacional de España: XX1162075
- Bibliothèque nationale de France: cb13943099k (data)
- Gemeinsame Normdatei: 134561325
- International Standard Name Identifier: 0000 0000 5516 3318
- Library of Congress Control Number: n93112380
- MusicBrainz: eed5f159-4858-4464-93c3-fc2da3796446
- Nederlandse Thesaurus van Auteursnamen: 101910525
- Istituto Centrale per il Catalogo Unico: DDSV065011
- Système universitaire de documentation: 244161496
- Virtual International Authority File: 19871016
- WorldCat: E39PBJhxtBvw3Hb3KGf8D93WjC